# Copa Sudamericana 2008
La Copa Sudamericana 2008, denominada por motivos comerciales Copa Nissan Sudamericana 2008, fue la séptima edición del torneo organizado por la Confederación Sudamericana de Fútbol, en la que participaron equipos de doce países: Argentina, Bolivia, Brasil, Chile, Colombia, Ecuador, Honduras, México, Paraguay, Perú, Uruguay y Venezuela. Fue el último certamen en el que hubo participantes de Concacaf, por decisión de la propia confederación, con la intención de que los equipos le den prioridad a la Liga de Campeones del área.
El sorteo de la competición se realizó el día 10 de junio de 2008 en el Complejo Habitacional Deportivo que posee la Asociación del Fútbol Argentino en la localidad de Ezeiza, provincia de Buenos Aires, Argentina.
El campeón de esta edición fue Internacional de Brasil, que derrotó a Estudiantes de La Plata de Argentina con un global de 2-1 en la final, tras la disputa del tiempo suplementario en el segundo encuentro jugado en el Beira-Rio de Porto Alegre, siendo el primer equipo brasileño en ganar la copa, y también fue el primer equipo en ganarla de forma invicta. Gracias a ello, disputó la Recopa Sudamericana 2009 contra la Liga de Quito, ganador de la Copa Libertadores 2008, y la Copa Suruga Bank 2009 ante Oita Trinita de Japón, vencedor de la Copa J. League 2008. Adicionalmente, clasificó de forma directa para los octavos de final de la Copa Sudamericana 2009.

## Formato

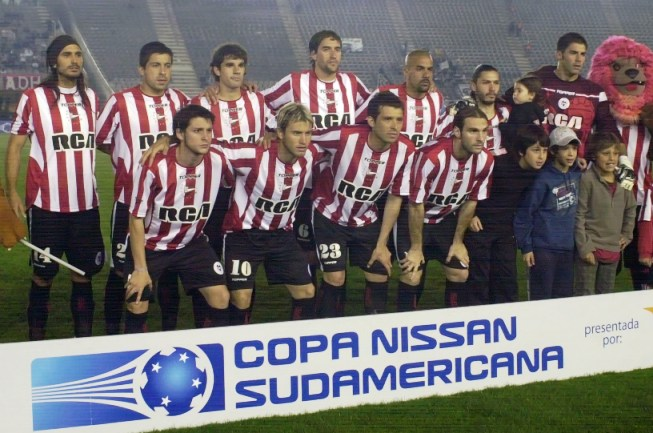
Estudiantes de La Plata (Subcampeón)

El torneo se desarrolló plenamente bajo un formato de eliminación directa, donde cada equipo enfrentaba a su rival de turno en partidos de ida y vuelta. De los 34 participantes, solamente Boca Juniors y River Plate, invitados por Conmebol, iniciaron el torneo desde los octavos de final. Los restantes 32 debieron disputar las dos fases clasificatorias. De allí salieron los últimos 14 clasificados a las fases finales, compuestas por los octavos de final, los cuartos de final, las semifinales y la final, en la que se declaró al campeón. Como criterios de desempate en caso de igualdad de puntos y diferencia de goles al finalizar los dos encuentros de una llave, hasta las semifinales inclusive, se aplicaron la regla del gol de visitante y los tiros desde el punto penal. En las finales, no rigió la reglamentación de los goles fuera de casa, y frente a la igualdad de puntos y goles, previo a la definición por penales, se disputó una prórroga de 30 minutos.
|                             |                             | Equipos que entran en esta fase | Equipos que provienen de la fase anterior      |
| --------------------------- | --------------------------- | --- | ---------------------------------------------- |
| Fase preliminar (8 equipos) | Fase preliminar (8 equipos) | - 1 equipos de Bolivia, Chile, Colombia, Ecuador, Paraguay, Perú, Uruguay y Venezuela |                                                |
| Primera fase (28 equipos)   | Primera fase (28 equipos)   | - 1 equipo, campeón de la Copa Sudamericana 2007 - 8 equipos de Brasil - 4 equipos de Argentina - 2 equipos de México - 1 equipos de Bolivia, Chile, Colombia, Ecuador, Honduras, Paraguay, Perú, Uruguay y Venezuela | - 4 equipos clasificados de la Fase preliminar |
| Fases finales (16 equipos)  | Fases finales (16 equipos)  | - 2 equipos de Argentina | - 14 equipos clasificados de la Primera fase   |

## Distribución cupos
| País                            | Cupos | fases finales | Primera fase | Fase preliminar |
| ------------------------------- | ----- | ------------- | ------------ | --------------- |
| Brasil                          | 8     | –             | 8            | -               |
| Argentina                       | 6     | 2             | 4            | -               |
| Bolivia                         | 2     | –             | 1            | 1               |
| Chile                           | 2     | –             | 1            | 1               |
| Colombia                        | 2     | –             | 1            | 1               |
| Ecuador                         | 2     | –             | 1            | 1               |
| México                          | 2     | –             | 2            | -               |
| Paraguay                        | 2     | –             | 1            | 1               |
| Perú                            | 2     | –             | 1            | 1               |
| Uruguay                         | 2     | –             | 1            | 1               |
| Venezuela                       | 2     | –             | 1            | 1               |
| Honduras                        | 1     | –             | 1            | -               |
| Fase anterior                   | –     | 14            | 4            | –               |
| Campeón de la Copa Sudamericana | 1     | -             | 1            | –               |
| Total                           | 34    | 16            | 28           | 8               |

## Equipos participantes
En cursiva los equipos debutantes en el torneo.
| País                                | Equipo                                                                                               | Vía de clasificación |
| ----------------------------------- | --- | --- |
| Argentina 6 cupos + campeón vigente | Arsenal Boca Juniors River Plate Estudiantes (LP) San Lorenzo Argentinos Juniors Independiente       | Campeón de la Copa Sudamericana 2007 Invitado Mejor equipo ubicado en la tabla de posiciones del Campeonato de Primera División 2007-08 2.º mejor equipo ubicado en la tabla de posiciones del Campeonato de Primera División 2007-08 3.º mejor equipo ubicado en la tabla de posiciones del Campeonato de Primera División 2007-08 4.º mejor equipo ubicado en la tabla de posiciones del Campeonato de Primera División 2007-08 |
| Bolivia 2 cupos                     | Bolívar Blooming                                                                                     | Subcampeón del Torneo Apertura 2007 3.º puesto del Torneo Clausura 2007 |
| Brasil 8 cupos                      | São Paulo Grêmio Palmeiras Atlético Mineiro Botafogo Vasco da Gama Internacional Atlético Paranaense | Campeón del Campeonato Brasileño de 2007 6.º puesto del Campeonato Brasileño de 2007 7.º puesto del Campeonato Brasileño de 2007 8.º puesto del Campeonato Brasileño de 2007 9.º puesto del Campeonato Brasileño de 2007 10.º puesto del Campeonato Brasileño de 2007 11.º puesto del Campeonato Brasileño de 2007 12.º puesto del Campeonato Brasileño de 2007                                                                   |
| Chile 2 cupos                       | Ñublense Universidad Católica                                                                        | 1.º puesto de la fase clasificatoria del Torneo Apertura 2008 2.º puesto de la fase clasificatoria del Torneo Apertura 2008 |
| Colombia 2 cupos                    | Deportivo Cali América de Cali                                                                       | Mejor equipo ubicado en la Reclasificación 2007 no participante de la Copa Libertadores 2008 2.º mejor equipo ubicado en la Reclasificación 2007 no participante de la Copa Libertadores 2008 |
| Ecuador 2 cupos                     | Liga de Quito Deportivo Quito                                                                        | Ganador de la segunda etapa del Campeonato Ecuatoriano de 2007 Ganador de la primera etapa del Campeonato Ecuatoriano de 2008 |
| Honduras 1 invitado                 | Motagua                                                                                              | Campeón de la Copa Interclubes Uncaf 2007 |
| México 2 invitados                  | Guadalajara San Luis                                                                                 | Mejor equipo ubicado en la tabla general del Torneo Clausura 2008 no participante de la Liga de Campeones de la Concacaf 2008-09 2.º mejor equipo ubicado en la tabla general del Torneo Clausura 2008 no participante de la Liga de Campeones de la Concacaf 2008-09 |
| Paraguay 2 cupos                    | Libertad Olimpia                                                                                     | Campeón del Campeonato Paraguayo de 2007 Mejor equipo ubicado en la tabla acumulada del Campeonato Paraguayo de 2007 no participante de la Copa Libertadores 2008 |
| Perú 2 cupos                        | Sport Áncash Universitario                                                                           | Mejor equipo ubicado en la tabla acumulada del Campeonato Descentralizado 2007 no participante de la Copa Libertadores 2008 2.º mejor equipo ubicado en la tabla acumulada del Campeonato Descentralizado 2007 no participante de la Copa Libertadores 2008 |
| Uruguay 2 cupos                     | Defensor Sporting River Plate                                                                        | 2.º puesto de la Liguilla Pre-Libertadores y Pre-Sudamericana 2008 4.º puesto de la Liguilla Pre-Libertadores y Pre-Sudamericana 2008 |
| Venezuela 2 cupos                   | Aragua Unión de Maracaibo                                                                            | Campeón de la Copa Venezuela 2007 Mejor equipo ubicado en la tabla acumulada de la Primera División Venezolana 2007-08 no participante de la Copa Libertadores 2009 |

### Distribución geográfica de los equipos
Distribución geográfica de las sedes de los equipos participantes:

## Fase preliminar
Con los segundos clasificados de cada una de las confederaciones de América del Sur —exceptuando Argentina y Brasil— se establecieron cuatro llaves. Los 8 ganadores avanzaron a la primera fase.
| Fechas                    | Local en la ida | Global | Local en la vuelta   | Ida | Vuelta | Llave     |
| ------------------------- | --------------- | ------ | -------------------- | --- | ------ | --------- |
| 29 de julio y 7 de agosto | River Plate     | 2:4    | Universidad Católica | 2:0 | 0:4    | Ganador 1 |
| 31 de julio y 7 de agosto | U. A. Maracaibo | 2:4    | América de Cali      | 0:0 | 2:4    | Ganador 2 |
| 30 de julio y 5 de agosto | Universitario   | 1:2    | Deportivo Quito      | 0:0 | 1:2    | Ganador 3 |
| 12 y 21 de agosto         | Olimpia         | 4:3    | Blooming             | 4:2 | 0:1    | Ganador 4 |

## Primera fase
A los 4 ganadores de la fase preliminar se les unieron el último campeón, el primer clasificado de los restantes países de América del Sur, y los tres invitados de Concacaf, conformándose, entre ellos, ocho nuevas llaves. Asimismo, con los últimos cuatro clasificados de Argentina por un lado y los ocho clasificados de Brasil por otro se establecieron los seis cruces restantes. Los 14 ganadores avanzaron a los octavos de final.
| Fechas                          | Local en la ida      | Global       | Local en la vuelta | Ida | Vuelta | Llave     |
| ------------------------------- | -------------------- | ------------ | ------------------ | --- | ------ | --------- |
| 19 y 26 de agosto               | Defensor Sporting    | 5:4          | Libertad           | 2:1 | 3:3    | Octavo 1  |
| 14 de agosto y 18 de septiembre | Liga de Quito        | 5:4          | Bolívar            | 4:2 | 1:2    | Octavo 2  |
| 14 de agosto y 16 de septiembre | América de Cali      | 2:1          | Deportivo Cali     | 2:0 | 0:1    | Octavo 3  |
| 4 y 16 de septiembre            | Ñublense             | 1:4          | Sport Áncash       | 1:0 | 0:4    | Octavo 4  |
| 28 de agosto y 17 de septiembre | Universidad Católica | 6:2          | Olimpia            | 4:0 | 2:2    | Octavo 5  |
| 27 de agosto y 17 de septiembre | Aragua               | 2:3          | Guadalajara        | 1:2 | 1:1    | Octavo 6  |
| 26 de agosto y 17 de septiembre | San Luis             | 5:4          | Deportivo Quito    | 3:1 | 2:3    | Octavo 7  |
| 19 de agosto y 4 de septiembre  | Arsenal              | 6:1          | Motagua            | 4:0 | 2:1    | Octavo 8  |
| 5 y 20 de agosto                | Independiente        | 3:3 (3:5 p.) | Estudiantes (LP)   | 2:1 | 1:2    | Octavo 9  |
| 6 y 21 de agosto                | Argentinos Juniors   | 2:0          | San Lorenzo        | 0:0 | 2:0    | Octavo 10 |
| 12 y 27 de agosto               | Atlético Paranaense  | 0:0 (4:3 p.) | São Paulo          | 0:0 | 0:0    | Octavo 11 |
| 13 y 28 de agosto               | (v.) Internacional   | 3:3          | Grêmio             | 1:1 | 2:2    | Octavo 12 |
| 13 de agosto y 17 de septiembre | Vasco da Gama        | 3:4          | Palmeiras          | 3:1 | 0:3    | Octavo 13 |
| 14 y 27 de agosto               | Botafogo             | 8:3          | Atlético Mineiro   | 3:1 | 5:2    | Octavo 14 |

## Fases finales
Las fases finales estuvieron compuestas por cuatro etapas: octavos de final, cuartos de final, semifinales y final. A los 14 ganadores de la primera fase se les sumaron Boca Juniors y River Plate, ambos de Argentina e invitados por Conmebol. A los fines de establecer las llaves de los octavos de final, se tuvo en cuenta la denominación que se le asignó a cada equipo; en el caso de los cuadros que clasificaron desde la primera fase, dicha denominación fue determinada por el nombre del cruce que ganaron en aquella instancia. De esa manera, el Octavo 1 enfrentó al Octavo 16, el 2 al 15, el 3 al 14, y así sucesivamente. En caso de que dos equipos de un mismo país alcanzaran la ronda de semifinales, se debía alterar, de ser necesario, el orden de las llaves para que ambos se enfrentaran en la mencionada instancia, a fin de evitar que puedan cruzarse en la final.

### Clasificados de la primera fase
| Equipo               | Clasificado como |
| -------------------- | ---------------- |
| Defensor Sporting    | Octavo 1         |
| Liga de Quito        | Octavo 2         |
| América de Cali      | Octavo 3         |
| Sport Áncash         | Octavo 4         |
| Universidad Católica | Octavo 5         |
| Guadalajara          | Octavo 6         |
| San Luis             | Octavo 7         |
| Arsenal              | Octavo 8         |
| Estudiantes (LP)     | Octavo 9         |
| Argentinos Juniors   | Octavo 10        |
| Atlético Paranaense  | Octavo 11        |
| Internacional        | Octavo 12        |
| Palmeiras            | Octavo 13        |
| Botafogo             | Octavo 14        |

### Clasificados automáticamente a octavos
| Equipo       | Clasificado como |
| ------------ | ---------------- |
| Boca Juniors | Octavo 15        |
| River Plate  | Octavo 16        |

### Cuadro de desarrollo
|  | Octavos de final                 | Octavos de final                 | Octavos de final                 | Octavos de final                 | Octavos de final                 |   |                    | Cuartos de final                | Cuartos de final                | Cuartos de final                | Cuartos de final                | Cuartos de final                |  |                  | Semifinales           | Semifinales           | Semifinales           | Semifinales           | Semifinales           |  |                      | Final                            | Final                            | Final                            | Final                            | Final                            |  |
|  | 23 de septiembre al 2 de octubre | 23 de septiembre al 2 de octubre | 23 de septiembre al 2 de octubre | 23 de septiembre al 2 de octubre | 23 de septiembre al 2 de octubre |   |                    | 21 de octubre al 6 de noviembre | 21 de octubre al 6 de noviembre | 21 de octubre al 6 de noviembre | 21 de octubre al 6 de noviembre | 21 de octubre al 6 de noviembre |  |                  | 12 al 20 de noviembre | 12 al 20 de noviembre | 12 al 20 de noviembre | 12 al 20 de noviembre | 12 al 20 de noviembre |  |                      | 26 de noviembre y 3 de diciembre | 26 de noviembre y 3 de diciembre | 26 de noviembre y 3 de diciembre | 26 de noviembre y 3 de diciembre | 26 de noviembre y 3 de diciembre |  |
|  |                                  |                                  |                                  |                                  |                                  |   |                    |                                 |                                 |                                 |                                 |                                 |  |                  |                       |                       |                       |                       |                       |  |                      |                                  |                                  |                                  |                                  |                                  |  |
|  |                                  |                                  |                                  |                                  |                                  |   |                    |                                 |                                 |                                 |                                 |                                 |  |                  |                       |                       |                       |                       |                       |  |                      |                                  |                                  |                                  |                                  |                                  |  |
|  | O2                               | Liga de Quito                    | 0                                | 1                                | 1                                |   |                    |                                 |                                 |                                 |                                 |                                 |  |                  |                       |                       |                       |                       |                       |  |                      |                                  |                                  |                                  |                                  |                                  |  |
|  | O2                               | Liga de Quito                    | 0                                | 1                                | 1                                |   |                    |                                 |                                 |                                 |                                 |                                 |  |                  |                       |                       |                       |                       |                       |  |                      |                                  |                                  |                                  |                                  |                                  |  |
|  | O15                              | Boca Juniors                     | 4                                | 1                                | 5                                |   |                    |                                 |                                 |                                 |                                 |                                 |  |                  |                       |                       |                       |                       |                       |  |                      |                                  |                                  |                                  |                                  |                                  |  |
|  | O15                              | Boca Juniors                     | 4                                | 1                                | 5                                |   | Boca Juniors       | Boca Juniors                    | 0                               | 1                               | 1                               |                                 |  |                  |                       |                       |                       |                       |                       |  |                      |                                  |                                  |                                  |                                  |                                  |  |
|  |                                  |                                  |                                  |                                  |                                  |   | Boca Juniors       | Boca Juniors                    | 0                               | 1                               | 1                               |                                 |  |                  |                       |                       |                       |                       |                       |  |                      |                                  |                                  |                                  |                                  |                                  |  |
|  |                                  |                                  | Internacional                    | Internacional                    | 2                                | 2 | 4                  |                                 |                                 |                                 |                                 |                                 |  |                  |                       |                       |                       |                       |                       |  |                      |                                  |                                  |                                  |                                  |                                  |  |
|  | O12                              | Internacional (v.)               | Internacional                    | Internacional                    | 2                                | 2 | 4                  | 1                               | 0                               | 1                               |                                 |                                 |  |                  |                       |                       |                       |                       |                       |  |                      |                                  |                                  |                                  |                                  |                                  |  |
|  | O12                              | Internacional (v.)               |                                  |                                  |                                  |   |                    |                                 |                                 | 1                               |                                 |                                 |  |                  |                       |                       |                       |                       |                       |  |                      |                                  |                                  |                                  |                                  |                                  |  |
|  | O5                               | Universidad Católica             | 1                                | 0                                | 1                                |   |                    |                                 |                                 |                                 |                                 |                                 |  |                  |                       |                       |                       |                       |                       |  |                      |                                  |                                  |                                  |                                  |                                  |  |
|  | O5                               | Universidad Católica             | 1                                | 0                                | 1                                |   |                    |                                 |                                 |                                 |                                 |                                 |  | Internacional    | Internacional         | 2                     | 4                     | 6                     |                       |  |                      |                                  |                                  |                                  |                                  |                                  |  |
|  |                                  |                                  |                                  |                                  |                                  |   |                    |                                 |                                 |                                 |                                 |                                 |  | Internacional    | Internacional         | 2                     | 4                     | 6                     |                       |  |                      |                                  |                                  |                                  |                                  |                                  |  |
|  |                                  |                                  | Guadalajara                      | Guadalajara                      | 0                                | 0 | 0                  |                                 |                                 |                                 |                                 |                                 |  |                  |                       |                       |                       |                       |                       |  |                      |                                  |                                  |                                  |                                  |                                  |  |
|  | O11                              | Atlético Paranaense              | Guadalajara                      | Guadalajara                      | 0                                | 0 | 0                  | 2                               | 3                               | 5                               |                                 |                                 |  |                  |                       |                       |                       |                       |                       |  |                      |                                  |                                  |                                  |                                  |                                  |  |
|  | O11                              | Atlético Paranaense              |                                  |                                  |                                  |   |                    |                                 |                                 | 5                               |                                 |                                 |  |                  |                       |                       |                       |                       |                       |  |                      |                                  |                                  |                                  |                                  |                                  |  |
|  | O6                               | Guadalajara                      | 2                                | 4                                | 6                                |   |                    |                                 |                                 |                                 |                                 |                                 |  |                  |                       |                       |                       |                       |                       |  |                      |                                  |                                  |                                  |                                  |                                  |  |
|  | O6                               | Guadalajara                      | 2                                | 4                                | 6                                |   | Guadalajara        | Guadalajara                     | 2                               | 2                               | 4                               |                                 |  |                  |                       |                       |                       |                       |                       |  |                      |                                  |                                  |                                  |                                  |                                  |  |
|  |                                  |                                  |                                  |                                  |                                  |   | Guadalajara        | Guadalajara                     | 2                               | 2                               | 4                               |                                 |  |                  |                       |                       |                       |                       |                       |  |                      |                                  |                                  |                                  |                                  |                                  |  |
|  |                                  |                                  | River Plate                      | River Plate                      | 1                                | 2 | 3                  |                                 |                                 |                                 |                                 |                                 |  |                  |                       |                       |                       |                       |                       |  |                      |                                  |                                  |                                  |                                  |                                  |  |
|  | O16                              | River Plate                      | River Plate                      | River Plate                      | 1                                | 2 | 3                  | 2                               | 2                               | 4                               |                                 |                                 |  |                  |                       |                       |                       |                       |                       |  |                      |                                  |                                  |                                  |                                  |                                  |  |
|  | O16                              | River Plate                      |                                  |                                  |                                  |   |                    |                                 |                                 | 4                               |                                 |                                 |  |                  |                       |                       |                       |                       |                       |  |                      |                                  |                                  |                                  |                                  |                                  |  |
|  | O1                               | Defensor Sporting                | 1                                | 1                                | 2                                |   |                    |                                 |                                 |                                 |                                 |                                 |  |                  |                       |                       |                       |                       |                       |  |                      |                                  |                                  |                                  |                                  |                                  |  |
|  | O1                               | Defensor Sporting                | 1                                | 1                                | 2                                |   |                    |                                 |                                 |                                 |                                 |                                 |  |                  |                       |                       |                       |                       |                       |  | Internacional (t.s.) | Internacional (t.s.)             | 1                                | 1                                | 2                                |                                  |  |
|  |                                  |                                  |                                  |                                  |                                  |   |                    |                                 |                                 |                                 |                                 |                                 |  |                  |                       |                       |                       |                       |                       |  | Internacional (t.s.) | Internacional (t.s.)             | 1                                | 1                                | 2                                |                                  |  |
|  |                                  |                                  | Estudiantes (LP)                 | Estudiantes (LP)                 | 0                                | 1 | 1                  |                                 |                                 |                                 |                                 |                                 |  |                  |                       |                       |                       |                       |                       |  |                      |                                  |                                  |                                  |                                  |                                  |  |
|  | O14                              | Botafogo                         | Estudiantes (LP)                 | Estudiantes (LP)                 | 0                                | 1 | 1                  | 0                               | 3                               | 3                               |                                 |                                 |  |                  |                       |                       |                       |                       |                       |  |                      |                                  |                                  |                                  |                                  |                                  |  |
|  | O14                              | Botafogo                         |                                  |                                  |                                  |   |                    |                                 |                                 | 3                               |                                 |                                 |  |                  |                       |                       |                       |                       |                       |  |                      |                                  |                                  |                                  |                                  |                                  |  |
|  | O3                               | América de Cali                  | 1                                | 1                                | 2                                |   |                    |                                 |                                 |                                 |                                 |                                 |  |                  |                       |                       |                       |                       |                       |  |                      |                                  |                                  |                                  |                                  |                                  |  |
|  | O3                               | América de Cali                  | 1                                | 1                                | 2                                |   | Botafogo           | Botafogo                        | 0                               | 2                               | 2                               |                                 |  |                  |                       |                       |                       |                       |                       |  |                      |                                  |                                  |                                  |                                  |                                  |  |
|  |                                  |                                  |                                  |                                  |                                  |   | Botafogo           | Botafogo                        | 0                               | 2                               | 2                               |                                 |  |                  |                       |                       |                       |                       |                       |  |                      |                                  |                                  |                                  |                                  |                                  |  |
|  |                                  |                                  | Estudiantes (LP)                 | Estudiantes (LP)                 | 2                                | 2 | 4                  |                                 |                                 |                                 |                                 |                                 |  |                  |                       |                       |                       |                       |                       |  |                      |                                  |                                  |                                  |                                  |                                  |  |
|  | O8                               | Arsenal                          | Estudiantes (LP)                 | Estudiantes (LP)                 | 2                                | 2 | 4                  | 1                               | 0                               | 1                               |                                 |                                 |  |                  |                       |                       |                       |                       |                       |  |                      |                                  |                                  |                                  |                                  |                                  |  |
|  | O8                               | Arsenal                          |                                  |                                  |                                  |   |                    |                                 |                                 | 1                               |                                 |                                 |  |                  |                       |                       |                       |                       |                       |  |                      |                                  |                                  |                                  |                                  |                                  |  |
|  | O9                               | Estudiantes (LP)                 | 2                                | 0                                | 2                                |   |                    |                                 |                                 |                                 |                                 |                                 |  |                  |                       |                       |                       |                       |                       |  |                      |                                  |                                  |                                  |                                  |                                  |  |
|  | O9                               | Estudiantes (LP)                 | 2                                | 0                                | 2                                |   |                    |                                 |                                 |                                 |                                 |                                 |  | Estudiantes (LP) | Estudiantes (LP)      | 1                     | 1                     | 2                     |                       |  |                      |                                  |                                  |                                  |                                  |                                  |  |
|  |                                  |                                  |                                  |                                  |                                  |   |                    |                                 |                                 |                                 |                                 |                                 |  | Estudiantes (LP) | Estudiantes (LP)      | 1                     | 1                     | 2                     |                       |  |                      |                                  |                                  |                                  |                                  |                                  |  |
|  |                                  |                                  | Argentinos Juniors               | Argentinos Juniors               | 1                                | 0 | 1                  |                                 |                                 |                                 |                                 |                                 |  |                  |                       |                       |                       |                       |                       |  |                      |                                  |                                  |                                  |                                  |                                  |  |
|  | O10                              | Argentinos Juniors               | Argentinos Juniors               | Argentinos Juniors               | 1                                | 0 | 1                  | 1                               | 2                               | 3                               |                                 |                                 |  |                  |                       |                       |                       |                       |                       |  |                      |                                  |                                  |                                  |                                  |                                  |  |
|  | O10                              | Argentinos Juniors               |                                  |                                  |                                  |   |                    |                                 |                                 | 3                               |                                 |                                 |  |                  |                       |                       |                       |                       |                       |  |                      |                                  |                                  |                                  |                                  |                                  |  |
|  | O7                               | San Luis                         | 2                                | 0                                | 2                                |   |                    |                                 |                                 |                                 |                                 |                                 |  |                  |                       |                       |                       |                       |                       |  |                      |                                  |                                  |                                  |                                  |                                  |  |
|  | O7                               | San Luis                         | 2                                | 0                                | 2                                |   | Argentinos Juniors | Argentinos Juniors              | 1                               | 2                               | 3                               |                                 |  |                  |                       |                       |                       |                       |                       |  |                      |                                  |                                  |                                  |                                  |                                  |  |
|  |                                  |                                  |                                  |                                  |                                  |   | Argentinos Juniors | Argentinos Juniors              | 1                               | 2                               | 3                               |                                 |  |                  |                       |                       |                       |                       |                       |  |                      |                                  |                                  |                                  |                                  |                                  |  |
|  |                                  |                                  | Palmeiras                        | Palmeiras                        | 0                                | 0 | 0                  |                                 |                                 |                                 |                                 |                                 |  |                  |                       |                       |                       |                       |                       |  |                      |                                  |                                  |                                  |                                  |                                  |  |
|  | O13                              | Palmeiras                        | Palmeiras                        | Palmeiras                        | 0                                | 0 | 0                  | 0                               | 1                               | 1                               |                                 |                                 |  |                  |                       |                       |                       |                       |                       |  |                      |                                  |                                  |                                  |                                  |                                  |  |
|  | O13                              | Palmeiras                        |                                  |                                  |                                  |   |                    |                                 |                                 | 1                               |                                 |                                 |  |                  |                       |                       |                       |                       |                       |  |                      |                                  |                                  |                                  |                                  |                                  |  |
|  | O4                               | Sport Áncash                     | 0                                | 0                                | 0                                |   |                    |                                 |                                 |                                 |                                 |                                 |  |                  |                       |                       |                       |                       |                       |  |                      |                                  |                                  |                                  |                                  |                                  |  |
|  | O4                               | Sport Áncash                     | 0                                | 0                                | 0                                |   |                    |                                 |                                 |                                 |                                 |                                 |  |                  |                       |                       |                       |                       |                       |  |                      |                                  |                                  |                                  |                                  |                                  |  |
|  |                                  |                                  |                                  |                                  |                                  |   |                    |                                 |                                 |                                 |                                 |                                 |  |                  |                       |                       |                       |                       |                       |  |                      |                                  |                                  |                                  |                                  |                                  |  |

- Nota: En cada llave, el equipo que ocupa la primera línea es el que definió la serie como local.

### Octavos de final
| 23 de septiembre de 2008 | Boca Juniors                                        | 4:0 (2:0) | Liga de Quito | Estadio La Bombonera, Buenos Aires                       |                                                          |
|                          | Forlín 27' · Espinosa 32' · Mouche 50' · Gaitán 83' | Reporte   |               | Asistencia: 11.726 espectadores Árbitro(s): Rubén Selmán | Asistencia: 11.726 espectadores Árbitro(s): Rubén Selmán |

| 1 de octubre de 2008 | Liga de Quito | 1:1 (0:1) | Boca Juniors | Estadio Casa Blanca, Quito                            |                                                       |
|                      | Delgado 71'   | Reporte   | Dátolo 29'   | Asistencia: 15.000 espectadores Árbitro(s): Juan Soto | Asistencia: 15.000 espectadores Árbitro(s): Juan Soto |

| 25 de septiembre de 2008 | Universidad Católica | 1:1 (1:0) | Internacional | Estadio San Carlos de Apoquindo, Santiago                  |                                                            |
|                          | Barrientos 43'       | Reporte   | Adriano 85'   | Asistencia: 8.526 espectadores Árbitro(s): Roberto Silvera | Asistencia: 8.526 espectadores Árbitro(s): Roberto Silvera |

| 1 de octubre de 2008 | Internacional | 0:0     | Universidad Católica | Estadio Beira-Rio, Porto Alegre                             |                                                             |
|                      |               | Reporte |                      | Asistencia: 22.620 espectadores Árbitro(s): Carlos Amarilla | Asistencia: 22.620 espectadores Árbitro(s): Carlos Amarilla |

| 24 de septiembre de 2008 | Guadalajara              | 2:2 (1:1) | Atlético Paranaense            | Estadio Jalisco, Guadalajara                               |                                                            |
|                          | Arellano 6' · Medina 62' | Reporte   | Oldoni 2' · Antônio Carlos 59' | Asistencia: 10.000 espectadores Árbitro(s): Carlos Galeano | Asistencia: 10.000 espectadores Árbitro(s): Carlos Galeano |

| 30 de septiembre de 2008 | Atlético Paranaense        | 3:4 (0:1) | Guadalajara                                        | Arena da Baixada, Curitiba                               |                                                          |
|                          | Moura 58', 79' · Kelly 69' | Reporte   | Pineda 42' · Báez 50' · Arellano 63' · Santana 67' | Asistencia: 16.026 espectadores Árbitro(s): Pablo Lunati | Asistencia: 16.026 espectadores Árbitro(s): Pablo Lunati |

| 25 de septiembre de 2008 | Defensor Sporting | 1:2 (0:1) | River Plate   | Estadio Centenario, Montevideo                              |                                                             |
|                          | Risso 85'         | Reporte   | Abreu 8', 63' | Asistencia: 25.000 espectadores Árbitro(s): Leonardo Gaciba | Asistencia: 25.000 espectadores Árbitro(s): Leonardo Gaciba |

| 2 de octubre de 2008 | River Plate              | 2:1 (1:0) | Defensor Sporting | Estadio Monumental, Buenos Aires                           |                                                            |
|                      | Ferrari 7' · Barrado 74' | Reporte   | Pérez 90'         | Asistencia: 24.000 espectadores Árbitro(s): Carlos Galeano | Asistencia: 24.000 espectadores Árbitro(s): Carlos Galeano |

| 24 de septiembre de 2008 | América de Cali | 1:0 (0:0) | Botafogo | Estadio Pascual Guerrero, Cali                            |                                                           |
|                          | Ramos 73'       | Reporte   |          | Asistencia: 18.000 espectadores Árbitro(s): Víctor Rivera | Asistencia: 18.000 espectadores Árbitro(s): Víctor Rivera |

| 1 de octubre de 2008 | Botafogo                                          | 3:1 (1:0) | América de Cali | Estadio João Havelange, Río de Janeiro                     |                                                            |
|                      | Wellington Paulista 32', 56' · Carlos Alberto 50' | Reporte   | Vélez 76'       | Asistencia: 10.864 espectadores Árbitro(s): Carlos Chandía | Asistencia: 10.864 espectadores Árbitro(s): Carlos Chandía |

| 23 de septiembre de 2008 | Estudiantes (LP) | 2:1 (1:0) | Arsenal       | Estadio Ciudad de La Plata, La Plata                         |                                                              |
|                          | Boselli 39', 58' | Reporte   | Pellerano 65' | Asistencia: 13.499 espectadores Árbitro(s): Federico Beligoy | Asistencia: 13.499 espectadores Árbitro(s): Federico Beligoy |

| 2 de octubre de 2008 | Arsenal | 0:0     | Estudiantes (LP) | Estadio Julio Humberto Grondona, Sarandí                  |                                                           |
|                      |         | Reporte |                  | Asistencia: 4.426 espectadores Árbitro(s): Gabriel Favale | Asistencia: 4.426 espectadores Árbitro(s): Gabriel Favale |

| 24 de septiembre de 2008 | San Luis              | 2:1 (2:0) | Argentinos Juniors | Estadio Alfonso Lastras Ramírez, San Luis Potosí          |                                                           |
|                          | Luna 24' · Moreno 40' | Reporte   | Pavlovich 78'      | Asistencia: 5.770 espectadores Árbitro(s): Carlos Chandía | Asistencia: 5.770 espectadores Árbitro(s): Carlos Chandía |

| 1 de octubre de 2008 | Argentinos Juniors         | 2:0 (0:0) | San Luis | Estadio Diego Armando Maradona, Buenos Aires                |                                                             |
|                      | Pavlovich 50' · Hauche 59' | Reporte   |          | Asistencia: 15.000 espectadores Árbitro(s): Roberto Silvera | Asistencia: 15.000 espectadores Árbitro(s): Roberto Silvera |

| 24 de septiembre de 2008 | Sport Áncash | 0:0     | Palmeiras | Estadio Nacional, Lima                                   |                                                          |
|                          |              | Reporte |           | Asistencia: 5.000 espectadores Árbitro(s): Albert Duarte | Asistencia: 5.000 espectadores Árbitro(s): Albert Duarte |

| 1 de octubre de 2008 | Palmeiras | 1:0 (0:0) | Sport Áncash | Estadio Palestra Itália, São Paulo                        |                                                           |
|                      | Jumar 89' | Reporte   |              | Asistencia: 4.288 espectadores Árbitro(s): Martín Vázquez | Asistencia: 4.288 espectadores Árbitro(s): Martín Vázquez |

### Cuartos de final
| 22 de octubre de 2008 | Internacional | 2:0 (0:0) | Boca Juniors | Estadio Beira-Rio, Porto Alegre                             |                                                             |
|                       | Alex 49', 88' | Reporte   |              | Asistencia: 36.640 espectadores Árbitro(s): Jorge Larrionda | Asistencia: 36.640 espectadores Árbitro(s): Jorge Larrionda |

| 6 de noviembre de 2008 | Boca Juniors | 1:2 (0:0) | Internacional         | Estadio La Bombonera, Buenos Aires                     |                                                        |
|                        | Riquelme 56' | Reporte   | Magrão 47' · Alex 71' | Asistencia: 27.613 espectadores Árbitro(s): Óscar Ruiz | Asistencia: 27.613 espectadores Árbitro(s): Óscar Ruiz |

| 22 de octubre de 2008 | River Plate | 1:2 (0:1) | Guadalajara                   | Estadio Monumental, Buenos Aires                          |                                                           |
|                       | Abreu 90'   | Reporte   | Arellano 44' · De La Mora 82' | Asistencia: 13.233 espectadores Árbitro(s): Víctor Rivera | Asistencia: 13.233 espectadores Árbitro(s): Víctor Rivera |

| 6 de noviembre de 2008 | Guadalajara                 | 2:2 (0:2) | River Plate            | Estadio Jalisco, Guadalajara                                |                                                             |
|                        | De La Mora 59' · Medina 64' | Reporte   | Cabral 2' · Falcao 20' | Asistencia: 31.311 espectadores Árbitro(s): Roberto Silvera | Asistencia: 31.311 espectadores Árbitro(s): Roberto Silvera |

| 21 de octubre de 2008 | Estudiantes (LP)        | 2:0 (0:0) | Botafogo | Estadio Ciudad de La Plata, La Plata                        |                                                             |
|                       | Boselli 57' · Verón 62' | Reporte   |          | Asistencia: 22.025 espectadores Árbitro(s): Carlos Amarilla | Asistencia: 22.025 espectadores Árbitro(s): Carlos Amarilla |

| 5 de noviembre de 2008 | Botafogo                          | 2:2 (0:2) | Estudiantes (LP)            | Estadio João Havelange, Río de Janeiro                     |                                                            |
|                        | Lúcio Flávio 57' · André Luis 65' | Reporte   | Angeleri 4' · Salgueiro 34' | Asistencia: 13.517 espectadores Árbitro(s): Carlos Chandía | Asistencia: 13.517 espectadores Árbitro(s): Carlos Chandía |

| 22 de octubre de 2008 | Palmeiras | 0:1 (0:0) | Argentinos Juniors | Estadio Palestra Itália, São Paulo                       |                                                          |
|                       |           | Reporte   | Escudero 65'       | Asistencia: 7.286 espectadores Árbitro(s): José Buitrago | Asistencia: 7.286 espectadores Árbitro(s): José Buitrago |

| 5 de noviembre de 2008 | Argentinos Juniors        | 2:0 (2:0) | Palmeiras | Estadio Diego Armando Maradona, Buenos Aires               |                                                            |
|                        | Scotti 9' · Pavlovich 17' | Reporte   |           | Asistencia: 5.967 espectadores Árbitro(s): Carlos Amarilla | Asistencia: 5.967 espectadores Árbitro(s): Carlos Amarilla |

### Semifinales
| 12 de noviembre de 2008 | Guadalajara | 0:2 (0:0) | Internacional         | Estadio Jalisco, Guadalajara                              |                                                           |
|                         |             | Reporte   | Nilmar 70' · Alex 79' | Asistencia: 35.000 espectadores Árbitro(s): Carlos Torres | Asistencia: 35.000 espectadores Árbitro(s): Carlos Torres |

| 19 de noviembre de 2008 | Internacional                          | 4:0 (3:0) | Guadalajara | Estadio Beira-Rio, Porto Alegre                        |                                                        |
|                         | D'Alessandro 19' 36' · Nilmar 43', 70' | Reporte   |             | Asistencia: 37.703 espectadores Árbitro(s): Óscar Ruiz | Asistencia: 37.703 espectadores Árbitro(s): Óscar Ruiz |

| 13 de noviembre de 2008 | Argentinos Juniors | 1:1 (0:1) | Estudiantes (LP) | Estadio Diego Armando Maradona, Buenos Aires                 |                                                              |
|                         | Mercier 47'        | Reporte   | Alayes 27'       | Asistencia: 11.565 espectadores Árbitro(s): Alejandro Sabino | Asistencia: 11.565 espectadores Árbitro(s): Alejandro Sabino |

| 20 de noviembre de 2008 | Estudiantes (LP) | 1:0 (0:0) | Argentinos Juniors | Estadio Ciudad de La Plata, La Plata                        |                                                             |
|                         | Calderón 62'     | Reporte   |                    | Asistencia: 30.982 espectadores Árbitro(s): Sergio Pezzotta | Asistencia: 30.982 espectadores Árbitro(s): Sergio Pezzotta |

### Final

#### Ida
| 26 de noviembre de 2008 | Estudiantes (LP) | 0:1 (0:1) | Internacional | Estadio Ciudad de La Plata, La Plata                        |                                                             |
|                         |                  | Reporte   | Alex 34'      | Asistencia: 40 000 espectadores Árbitro(s): Carlos Amarilla | Asistencia: 40 000 espectadores Árbitro(s): Carlos Amarilla |

| 21         | POR        | Mariano Andújar       |     |
| 14         | DEF        | Marcos Angeleri       |     |
| 6          | DEF        | Agustín Alayes        | 67' |
| 2          | DEF        | Leandro Desábato      |     |
| 13         | DEF        | Juan Manuel Díaz      |     |
| 20         | MED        | Diego Galván          | 60' |
| 5          | MED        | Matías Sánchez        |     |
| 11         | MED        | Juan Sebastián Verón  |     |
| 23         | MED        | Leandro Benítez       |     |
| 7          | DEL        | Juan Manuel Salgueiro | 58' |
| 17         | DEL        | Mauro Boselli         |     |
| Entrenador | Entrenador | Leonardo Astrada      |     |

| 22         | POR        | Lauro               |     |
| 13         | DEF        | Bolívar             |     |
| 3          | DEF        | Índio               |     |
| 24         | DEF        | Álvaro              |     |
| 6          | DEF        | Marcão              |     |
| 11         | MED        | Magrão              |     |
| 8          | MED        | Edinho              |     |
| 5          | MED        | Pablo Guiñazú       |     |
| 15         | MED        | Andrés D'Alessandro | 86' |
| 9          | DEL        | Nilmar              | 90' |
| 10         | DEL        | Alex                | 78' |
| Entrenador | Entrenador | Tite                |     |

| 10 | DEL | Gastón Fernández        | 58' |
| 16 | MED | Iván Moreno y Fabianesi | 60' |
| 9  | DEL | José Luis Calderón      | 67' |

| 16 | DEF | Gustavo Nery | 78' |
| 4  | MED | Sandro       | 86' |
| 14 | DEF | Danny Morais | 90' |

|  |  |  |  |

| Anotado · Penal | 34' | Alex | 0:1 |

| Amonestado | 13' | Juan Manuel Salgueiro |
| Amonestado | 33' | Leandro Desábato      |
| Amonestado | 44' | Marcos Angeleri       |

| Amonestado | 23' | Índio  |
| Amonestado | 45' | Magrão |
| Amonestado | 67' | Lauro  |
| Amonestado | 90' | Nilmar |

|  |  |  |

| Otorgado · Otorgado otra vez · Expulsado | 24' | Pablo Guiñazú |

| Árbitro             | Carlos Amarilla  |
| Árbitros asistentes | Manuel Bernal    |
| Árbitros asistentes | Emigdio Ruiz Roa |
| Cuarto árbitro      | Carlos Galeano   |

| 21         | POR        | Mariano Andújar       |     |
| 14         | DEF        | Marcos Angeleri       |     |
| 6          | DEF        | Agustín Alayes        | 67' |
| 2          | DEF        | Leandro Desábato      |     |
| 13         | DEF        | Juan Manuel Díaz      |     |
| 20         | MED        | Diego Galván          | 60' |
| 5          | MED        | Matías Sánchez        |     |
| 11         | MED        | Juan Sebastián Verón  |     |
| 23         | MED        | Leandro Benítez       |     |
| 7          | DEL        | Juan Manuel Salgueiro | 58' |
| 17         | DEL        | Mauro Boselli         |     |
| Entrenador | Entrenador | Leonardo Astrada      |     |

| 22         | POR        | Lauro               |     |
| 13         | DEF        | Bolívar             |     |
| 3          | DEF        | Índio               |     |
| 24         | DEF        | Álvaro              |     |
| 6          | DEF        | Marcão              |     |
| 11         | MED        | Magrão              |     |
| 8          | MED        | Edinho              |     |
| 5          | MED        | Pablo Guiñazú       |     |
| 15         | MED        | Andrés D'Alessandro | 86' |
| 9          | DEL        | Nilmar              | 90' |
| 10         | DEL        | Alex                | 78' |
| Entrenador | Entrenador | Tite                |     |

| 10 | DEL | Gastón Fernández        | 58' |
| 16 | MED | Iván Moreno y Fabianesi | 60' |
| 9  | DEL | José Luis Calderón      | 67' |

| 16 | DEF | Gustavo Nery | 78' |
| 4  | MED | Sandro       | 86' |
| 14 | DEF | Danny Morais | 90' |

|  |  |  |  |

| Anotado · Penal | 34' | Alex | 0:1 |

| Amonestado | 13' | Juan Manuel Salgueiro |
| Amonestado | 33' | Leandro Desábato      |
| Amonestado | 44' | Marcos Angeleri       |

| Amonestado | 23' | Índio  |
| Amonestado | 45' | Magrão |
| Amonestado | 67' | Lauro  |
| Amonestado | 90' | Nilmar |

|  |  |  |

| Otorgado · Otorgado otra vez · Expulsado | 24' | Pablo Guiñazú |

| Árbitro             | Carlos Amarilla  |
| Árbitros asistentes | Manuel Bernal    |
| Árbitros asistentes | Emigdio Ruiz Roa |
| Cuarto árbitro      | Carlos Galeano   |

#### Vuelta
| 3 de diciembre de 2008 | Internacional | 1:1 (0:1, 0:0) (t. s.) | Estudiantes (LP) | Estadio Beira-Rio, Porto Alegre                             |                                                             |
|                        | Nilmar 115'   | Reporte                | Alayes 66'       | Asistencia: 51 803 espectadores Árbitro(s): Jorge Larrionda | Asistencia: 51 803 espectadores Árbitro(s): Jorge Larrionda |

| 22         | POR        | Lauro               |      |
| 13         | DEF        | Bolívar             |      |
| 14         | DEF        | Danny Morais        |      |
| 24         | DEF        | Álvaro              |      |
| 6          | DEF        | Marcão              |      |
| 11         | MED        | Magrão              | 107' |
| 8          | MED        | Edinho              |      |
| 17         | MED        | Andrezinho          | 62'  |
| 15         | MED        | Andrés D'Alessandro |      |
| 9          | DEL        | Nilmar              |      |
| 10         | DEL        | Alex                | 79'  |
| Entrenador | Entrenador | Tite                |      |

| 21         | POR        | Mariano Andújar      |     |
| 2          | DEF        | Leandro Desábato     |     |
| 6          | DEF        | Agustín Alayes       |     |
| 3          | DEF        | Cristian Cellay      |     |
| 14         | MED        | Marcos Angeleri      |     |
| 11         | MED        | Juan Sebastián Verón | 97' |
| 22         | MED        | Rodrigo Braña        |     |
| 19         | MED        | Raúl Iberbia         | 63' |
| 23         | MED        | Leandro Benítez      |     |
| 10         | DEL        | Gastón Fernández     | 70' |
| 17         | DEL        | Mauro Boselli        |     |
| Entrenador | Entrenador | Leonardo Astrada     |     |

| 16 | DEF | Gustavo Nery | 62'  |
| 20 | MED | Taison       | 79'  |
| 4  | MED | Sandro       | 107' |

| 8  | MED | Enzo Pérez              | 63' |
| 9  | DEL | José Luis Calderón      | 70' |
| 16 | MED | Iván Moreno y Fabianesi | 97' |

| Anotado | 115' | Nilmar | 1:1 |

| Anotado | 66' | Agustín Alayes | 0:1 |

| Amonestado | 22'  | Magrão       |
| Amonestado | 65'  | Bolívar      |
| Amonestado | 95'  | Gustavo Nery |
| Amonestado | 119' | Lauro        |

| Amonestado | 14' | Agustín Alayes  |
| Amonestado | 53' | Leandro Benítez |
| Amonestado | 54' | Rodrigo Braña   |

| Expulsado | 92' | Agenor (portero suplente) |

| Otorgado · Otorgado otra vez · Expulsado | 118'   | Rodrigo Braña |
| Expulsado                                | 120+2' | Mauro Boselli |

| Árbitro             | Jorge Larrionda |
| Árbitros asistentes | Pablo Fandiño   |
| Árbitros asistentes | Wálter Rial     |
| Cuarto árbitro      | Roberto Silvera |

| 22         | POR        | Lauro               |      |
| 13         | DEF        | Bolívar             |      |
| 14         | DEF        | Danny Morais        |      |
| 24         | DEF        | Álvaro              |      |
| 6          | DEF        | Marcão              |      |
| 11         | MED        | Magrão              | 107' |
| 8          | MED        | Edinho              |      |
| 17         | MED        | Andrezinho          | 62'  |
| 15         | MED        | Andrés D'Alessandro |      |
| 9          | DEL        | Nilmar              |      |
| 10         | DEL        | Alex                | 79'  |
| Entrenador | Entrenador | Tite                |      |

| 21         | POR        | Mariano Andújar      |     |
| 2          | DEF        | Leandro Desábato     |     |
| 6          | DEF        | Agustín Alayes       |     |
| 3          | DEF        | Cristian Cellay      |     |
| 14         | MED        | Marcos Angeleri      |     |
| 11         | MED        | Juan Sebastián Verón | 97' |
| 22         | MED        | Rodrigo Braña        |     |
| 19         | MED        | Raúl Iberbia         | 63' |
| 23         | MED        | Leandro Benítez      |     |
| 10         | DEL        | Gastón Fernández     | 70' |
| 17         | DEL        | Mauro Boselli        |     |
| Entrenador | Entrenador | Leonardo Astrada     |     |

| 16 | DEF | Gustavo Nery | 62'  |
| 20 | MED | Taison       | 79'  |
| 4  | MED | Sandro       | 107' |

| 8  | MED | Enzo Pérez              | 63' |
| 9  | DEL | José Luis Calderón      | 70' |
| 16 | MED | Iván Moreno y Fabianesi | 97' |

| Anotado | 115' | Nilmar | 1:1 |

| Anotado | 66' | Agustín Alayes | 0:1 |

| Amonestado | 22'  | Magrão       |
| Amonestado | 65'  | Bolívar      |
| Amonestado | 95'  | Gustavo Nery |
| Amonestado | 119' | Lauro        |

| Amonestado | 14' | Agustín Alayes  |
| Amonestado | 53' | Leandro Benítez |
| Amonestado | 54' | Rodrigo Braña   |

| Expulsado | 92' | Agenor (portero suplente) |

| Otorgado · Otorgado otra vez · Expulsado | 118'   | Rodrigo Braña |
| Expulsado                                | 120+2' | Mauro Boselli |

| Árbitro             | Jorge Larrionda |
| Árbitros asistentes | Pablo Fandiño   |
| Árbitros asistentes | Wálter Rial     |
| Cuarto árbitro      | Roberto Silvera |

|                                   |
| Bandera de Brasil                 |
| Campeón Internacional 1.er título |

## Estadísticas

### Goleadores
| Jugador           | Club               | Goles |
| ----------------- | ------------------ | ----- |
| Alex              | Internacional      | 5     |
| Nilmar            | Internacional      | 5     |
| Carlos Alberto    | Botafogo           | 4     |
| Mauro Boselli     | Estudiantes (LP)   | 4     |
| Marco Lazaga      | Olimpia            | 4     |
| Nicolás Pavlovich | Argentinos Juniors | 4     |